# Joppolo Giancaxio
Joppolo Giancaxio là một đô thị của tỉnh Agrigento ở vùng Sicilia, có vị trí cách khoảng 80 km về phía nam của Palermo và khoảng 8 km về phía tây bắc của Agrigento. Vào thời điểm ngày 31 tháng 12 năm 2004, đô thị này có dân số 1.240 người và diện tích là 19,1 km².
Joppolo Giancaxio giáp các đô thị sau: Agrigento, Aragona, Raffadali, Santa Elisabetta.

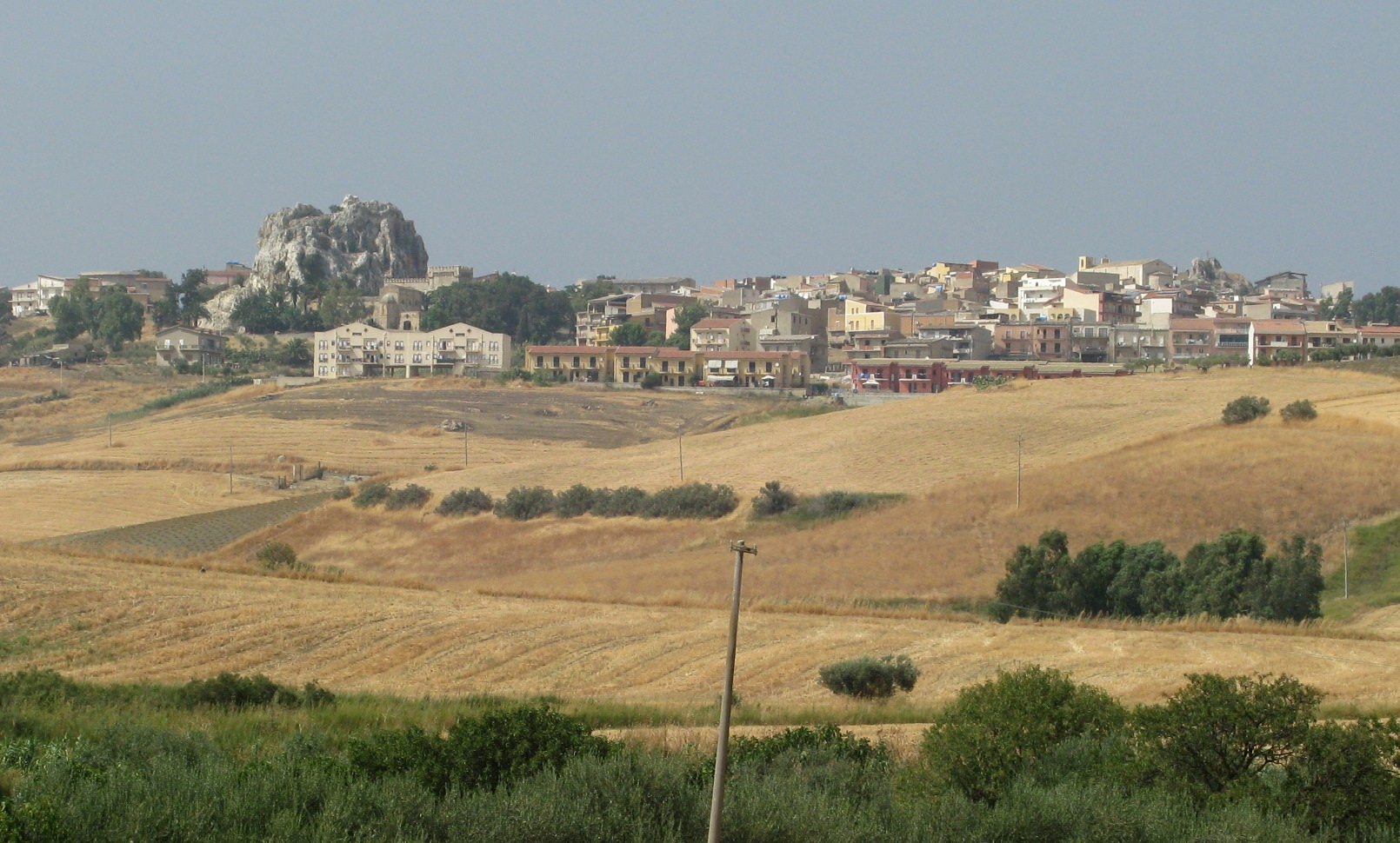
Joppolo Giancaxio